# Хоутън (окръг)
Окръг Хоутън (на английски: Houghton County) е окръг в щата Мичиган, Съединени американски щати. Площта му е 3893 km², а населението - 36 016 души (2000). Административен център е град Хоутън.